# Windas

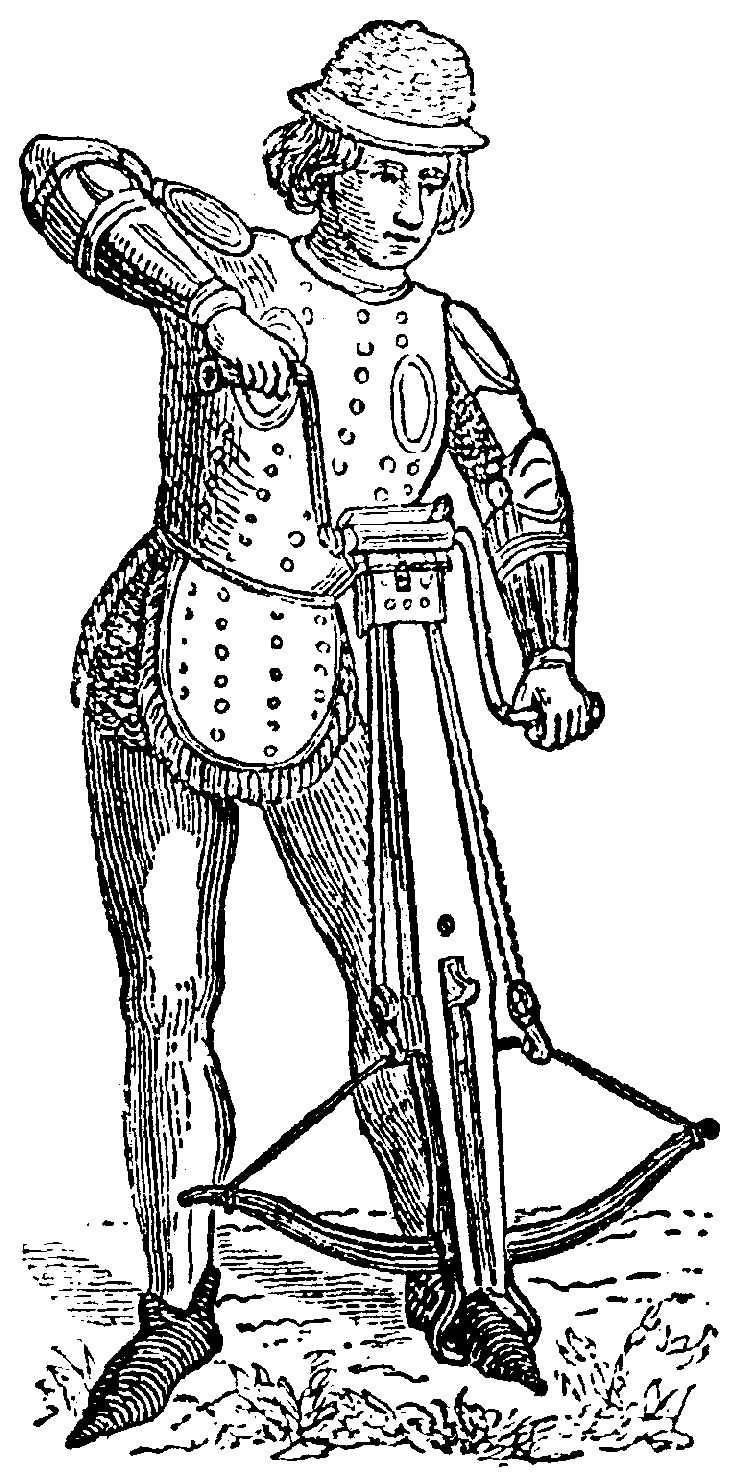
Een kruisboogschutter met een windas.

Een windas is het roterende onderdeel van een lier waaromheen het touw of de ketting wordt op- en afgewonden. Een lier wordt ook wel een "windas" genoemd. Een windas wordt gebruikt bij een waterput om emmers water, met behulp van een touw of ketting, naar boven te halen, of op schepen om het anker op te hijsen of op korenmolens om het maalgoed op te hijsen, waar het een luias wordt genoemd.

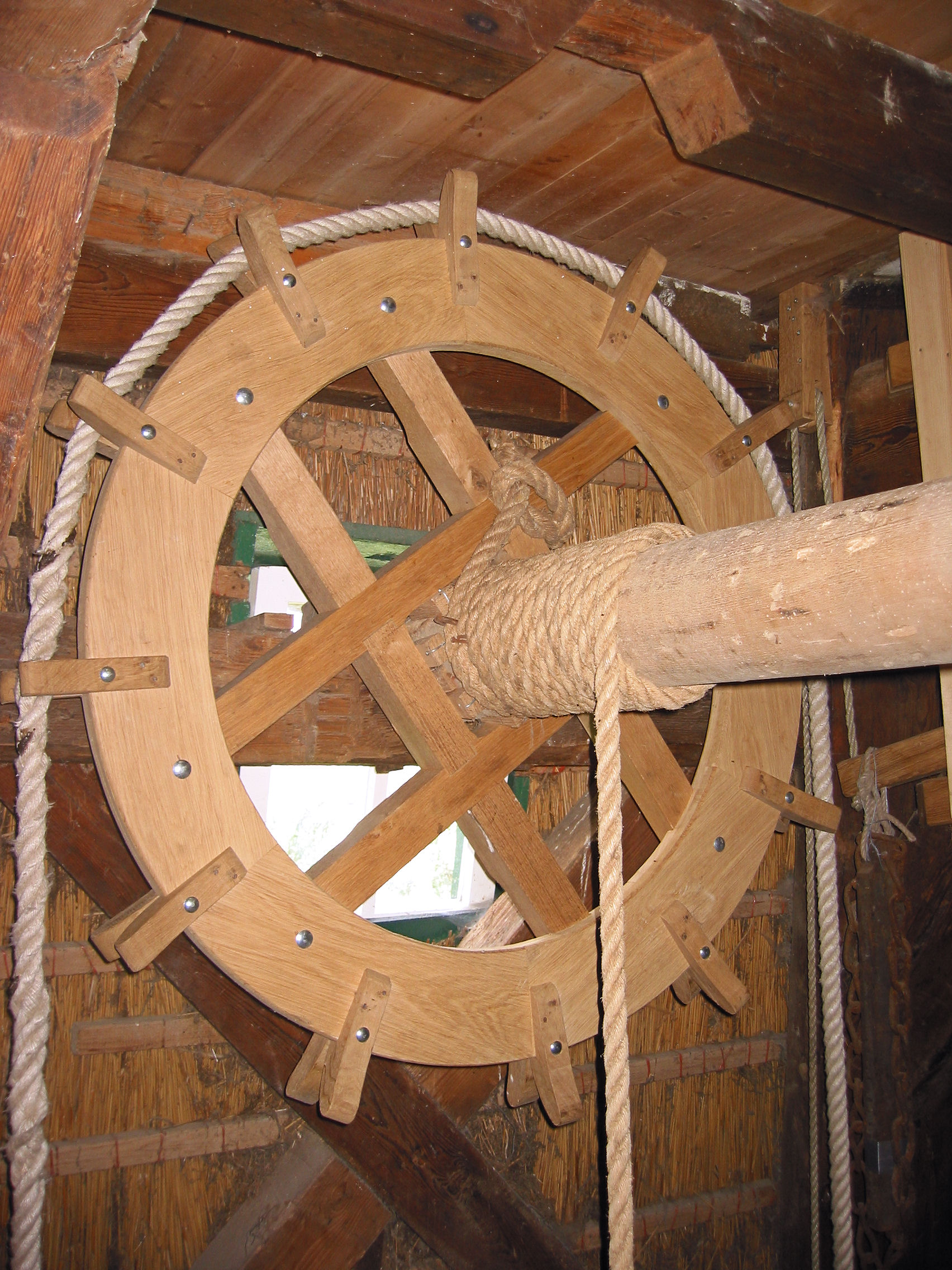
Gaffelwiel met luias van de De Hoop in Appel

Ook in zilver-, koper-, goud- en kolenmijnen werden vroeger windassen gebruikt om het weggehakte gesteente naar boven te halen. In magazijnen vergemakkelijkt het windas het verticaal transport van goederen. De ton waarop het touw wordt verzameld, kan horizontaal of verticaal zijn opgesteld; in het laatste geval heet het werktuig ook wel een kaapstander.
Bij een overtoom gebruikte men een windas om een schip over land van het ene in het andere water te trekken, met het doel een peilverschil te overwinnen. 
Volgens de legende werd de Heilige Erasmus met zo een windas doodgefolterd. Men draaide boven zijn buik de darmen uit zijn lichaam.
Een windas werd ook gebruikt bij het laden van grote kruisbogen. De eerste kruisbogen bestonden uit hout en konden met de hand gespannen worden, maar naarmate er grotere uitvoeringen werden ontwikkeld met onderdelen van been en staal, konden zelfs de sterkste schutters de boog niet meer handmatig spannen. Met een kleine kruisboog konden tot vier pijlen per minuut worden afgeschoten, een grote boog haalde een frequentie van één per minuut; de schutter werd dan tijdens het laden beschermd door het schild van een schildknaap. Windassen werden ook toegepast in stormrammen.

## Vernoemingen
Het Windas is een buurtschap in de gemeente Schiedam, die zijn naam gaf aan de straat Windas en de Windasbrug over de Poldervaart. Ook een straat in Veenendaal heet Windas.